# Тринајстићи
Тринајстићи су бивше насељено место у саставу града Каства, Приморско-горанска жупанија, Република Хрватска.

## Историја
До нове територијалне организације налазили су се у саставу бивше велике општине Ријека. Насеље је на попису 2011. године укинуто и припојено насељу Кастав.

## Становништво
На попису становништва 1991. године, насељено место Тринајстићи је имало 457 становника, следећег националног састава:
| Попис 1991.‍  | Попис 1991.‍  | Попис 1991.‍ | Попис 1991.‍ | Попис 1991.‍ |
| ------------ | ------------ | ----------- | ----------- | ----------- |
|              |              |             |             |             |
| Хрвати       | Хрвати       |             | 324         | 70,89%      |
| Срби         | Срби         |             | 33          | 7,22%       |
| Муслимани    | Муслимани    |             | 19          | 4,15%       |
| Југословени  | Југословени  |             | 11          | 2,40%       |
| Словенци     | Словенци     |             | 8           | 1,75%       |
| Бугари       | Бугари       |             | 3           | 0,65%       |
| Италијани    | Италијани    |             | 2           | 0,43%       |
| Мађари       | Мађари       |             | 2           | 0,43%       |
| Руси         | Руси         |             | 1           | 0,21%       |
| Црногорци    | Црногорци    |             | 1           | 0,21%       |
| неопредељени | неопредељени |             | 19          | 4,15%       |
| регион. опр. | регион. опр. |             | 6           | 1,31%       |
| непознато    | непознато    |             | 28          | 6,12%       |
| укупно: 457  |              |             |             |             |